# Bâtiment situé 2 rue Kralja Petra I à Sombor
Le bâtiment situé 2 rue Kralja Petra I à Sombor (en serbe cyrillique : Зграда у Ул. Краља Петра I бр. 2 у Сомбору ; en serbe latin : Zgrada u Ul. Kralja Petra I br. 2 u Somboru) est situé à Sombor, dans la province de Voïvodine et dans le district de Bačka occidentale, en Serbie. Il est inscrit sur la liste des monuments culturels de grande importance de la république de Serbie (identifiant no SK 1248).

## Présentation
Le bâtiment, constitué d'un rez-de-chaussée et d'un étage, a été construit dans la première moitié du XIXe siècle. Malgré les modifications qui ont complètement altéré l'aspect du rez-de-chaussée, l'étage témoigne encore du style éclectique originel de l'ensemble.
Sur le plan horizontal, les deux étages sont séparés par des cordons tandis que la corniche au-dessous du toit est soutenue par des consoles. Au centre de l'avancéeI centrale de l'étage se trouve un balcon en fer forgé. Les fenêtres de l'étage sont surmontées de linteaux. Aux extrémités de la façade se trouvent des pilastres en bas-relief aux chapiteaux décorés.